# Airspeed Consul
Airspeed Consul — британський легкий двомоторний пасажирський літак, що випускався після Другої світової війни . Переробка попередньої моделі, навчальних Airspeed Oxford .

## Історія
У 1937 році громадянський восьмимісний авіалайнер AS.6 Airspeed Envoy, що випускався з 1934 року, був перероблений в навчальний AS.10 Airspeed Oxford, що масово випускався в наступні роки (8586 штук) і використовувався ВПС кількох країн у рамках т.д. н. Плану з навчання льотного складу в Британській Співдружності (British Commonwealth Air Training Plan).
Починаючи з 1946 року, 162 «Оксфорда», переоснащувалися на заводі в Портсмуті для цивільного використання (другий прототип, G-AEHF залишився у компанії Airspeed). . Нова модель називалася «Consul». Крім того, компанія Airspeed випустила комплект для самостійного перероблення цієї моделі в пасажирські літаки.

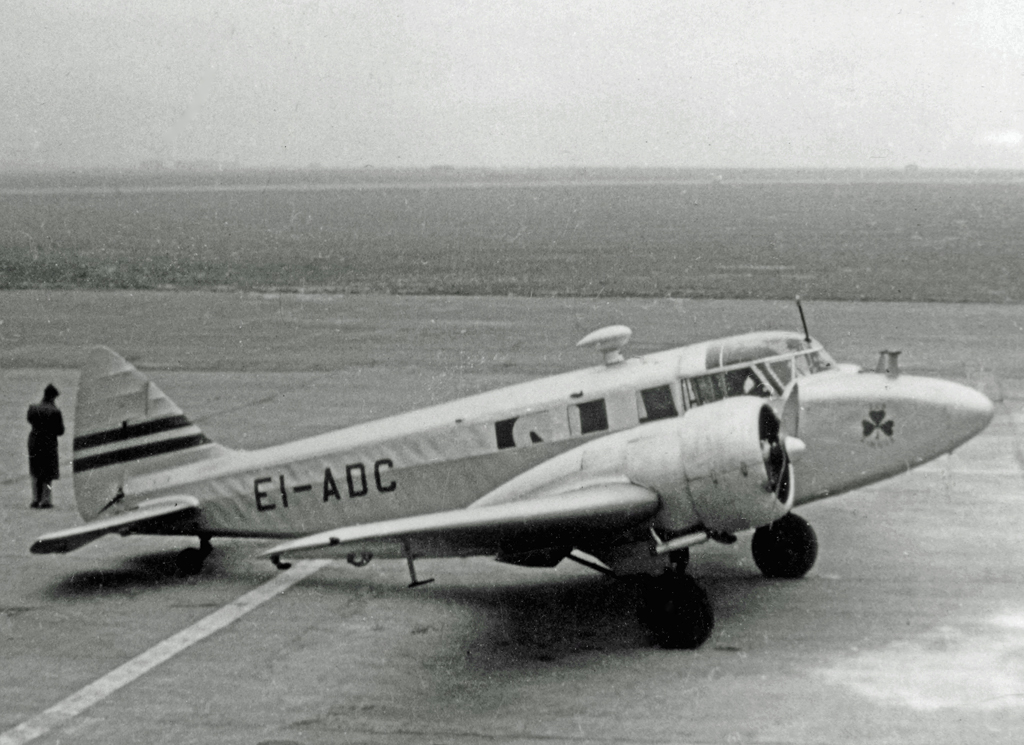
Airspeed Consul ірландської авіакомпанії Aer Lingus в аеропорту Ліверпуля, 1949 рік.

«Консул» використовувався для регулярних та чартерних пасажироперевезень невеликими авіакомпаніями Великобританії, а також у Бельгії, Ісландії, Ірландії, Мальті, Східній Африці та Канаді, і був першим типом літака, яким була оснащена Malayan Airways, попередник Singapore Airlines та Malay . Деякі літаки використовувалися великими компаніями як службові.
Однак, на швидкоплинність кар'єри вплинули дерев'яний силовий набір конструкції, інтенсивне використання у воєнний час, не найпростіше обслуговування і невелика місткість (6 місць). Багато громадянських переробок було куплено ВПС різних країн; літак служив як VIP-транспорт у військово-повітряних силах Великобританії, Канади та Нової Зеландії, які раніше мали «Оксфорд». У 1949 році ВПС Ізраїлю придбали низку цивільних літаків і переробили їх у навчальні. Вони використовувалися в 141 ескадрильї до 1957 року, через рік після того, як від «Оксфордів» відмовилися британські Королівські ВПС.
Хоча кілька літаків типу Oxford збереглися, Консулу не настільки пощастило. G-AIKR раніше служив дитячим ігровим майданчиком, належить Канадському музею авіації ; нині його орендує Королівський музей ВПС Нової Зеландії, де його відновлюють у варіанті Оксфорд. Станом на 2003 рік ще один літак Airspeed Consul (VR-SCD) виявлено в Сінгапурі, де зберігався в розібраному вигляді.

## Експлуатанти

### Цивільні

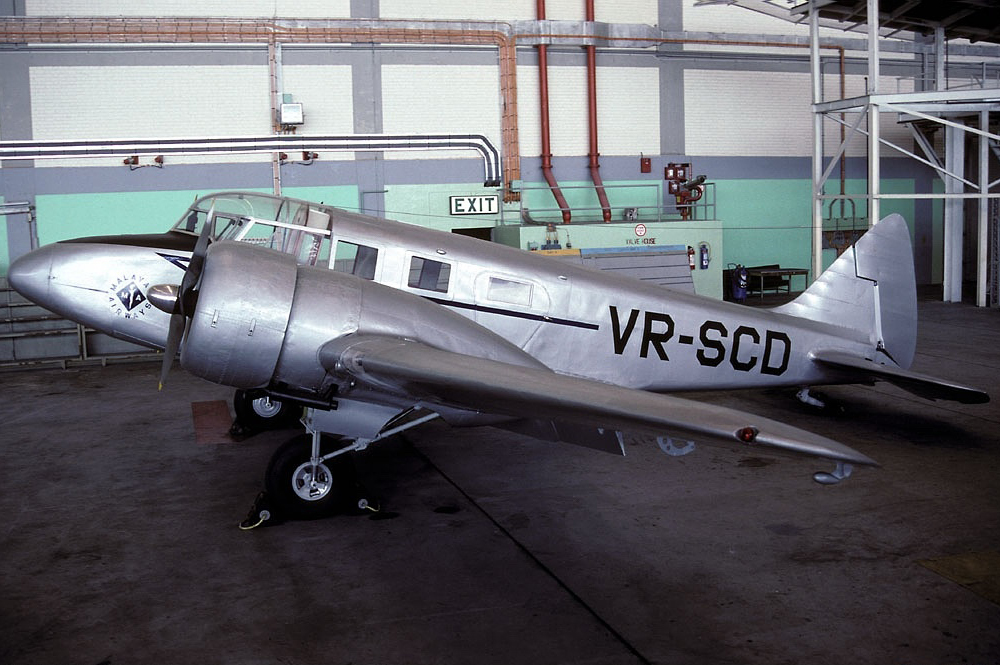
Літак Consul у відновленому забарвленні компанії Malayan Airways, Сінгапур.

Велика Британія

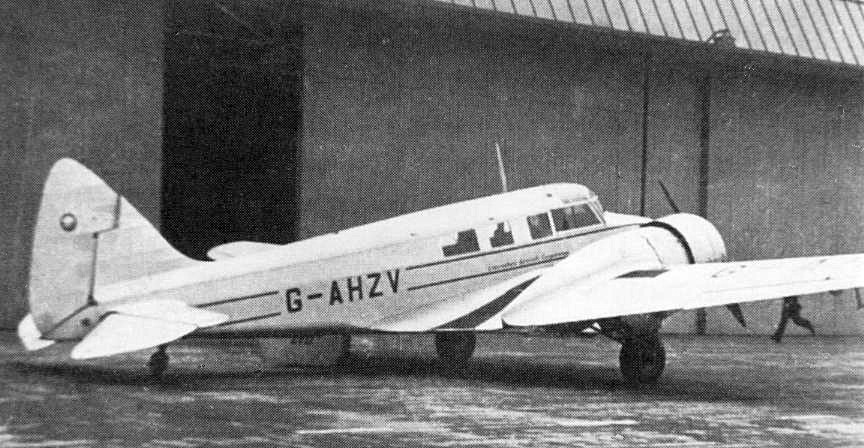
Airspeed Consul компанії Lancashire Aircraft Corporation в аеропорту Манчестер перед вильотом на аеродром RAF Northolt, 1950 рік.

- Міністерство цивільної авіації: авіазагін для іспитів пілотів та калібрування радіообладнання.[4]
- Міністерство постачання використовувалися для випробувань двигунів компанією Alvis
- Air Charter
- Air Enterprises — 7 літаків базувалися на Кройдон .[4]
- Air Kruise[5]
- Airspan Travel
- Atlas Aviation — 4 літаки, Елстрі.[4]
- Britavia[5]
- British Air Transport[5]
- British Aviation Services — 4, Блекбуш.[4]
- British Overseas Airways Corporation (навчальна ланка BOAC)[5]
- British South American Airways[5]
- Cambrian Airways[5]
- Chartair[5]
- Guernsey Air Charter[5]
- Hornton Airways — 3 літаки, аеропорт Геттвік .[5][4]
- International Airways[5]
- Lancashire Aircraft Corporation[5]
- Mercury Air Services[5]
- Morton Air Services[5]
- Northern Air Charter[5]
- Olley Air Services[5]
- Patrick Laing Air Services[5]
- Portsmouth Aviation[5]
- Pullman Airways[5]
- Silver City Airways[5]
- Scottish Aviation[5]
- Solar Air Services
- Southern Airways[5]
- Stiener Air Services — 6 літаків, аеропорт Спеке[5][4]
- Transcontinental Air Services[5]
- Transair Ltd — 5 літаків, Кройдон.[5][5]
- Westminster Airways — 7 літаків, Елстрі.[5][4]

 Бірма
- Union of Burma Airways — 4 (1947)[5]

 Ісландія
- Flugfedir — 1 (січень 1951), розбився в квітні того ж року[5]

 Індія
- Airways (India) — 2 (1947)[5]

 Ірландія
- Aer Lingus — 2 (1947)[5]

 Ізраїль
- El Al — 1 літак, отриманий 1953 року, використовувався на навчання екіпажів.[5]

 Італія
- Soc Transports Aerei Mediterranei (STAM) — 3 літаки, 1955–56[5]

 Йорданія
- Arab Airways Association — 1 орендований, 1951[5]
- Air Jordan — 7 літаків, 1950-51[5]

 Малайя
- Malayan Airways — 3 літаки (1947)[5]

 Кенія
- East African Airways — 1 отриманий 1954 р.[5]

 Мальта
- Air Malta[5]
- Malta Airways[5]

 Південно-Африканський Союз
- Commercial Air Services — 1 літак (1949).[5]
- Natal Airlines — 4 літаки (1955).[5]
- Silver Flight — 1 (1947).[5]

 Іспанія
- Iberia — 3 літаки, перший отриманий у1952 році.[5]

 Швеція
- Aero Nord Sweden — 1 (отриманий від Aeropropaganda) у 1953 році.[5]
- Aeropropaganda — 2 (1950-51).[5]
- Nordisk Air Transport — 1 (1951).[5]
- Transair Sweden — 1 (від Nordisk Air Transport), 1951.[5]

 Танганьїка
- United Air Services — 3 літаки отримані у 1947–48 рр.[5]

 ООН
- 5 орендованих літаків використовувалися Комісією ООН в Ізраїлі у період 1947-49 рр.[5][4]

### Військові
Аргентина
- ВПС Аргентини — 10 літаків отримано 1947 року.[6][7]

 Бельгійське Конго
- Force Publique — 6 літаків отримано у 1949 році.[7]

 Бірма
- ВПС Бірманського Союзу — 9 (з 1949–50).[7]

 Ізраїль
- ВПС Ізраїлю — 11 (1949–59).[7]

 Нова Зеландія
- Королівські ВПС Нової Зеландії — 6 перероблені компанією De Havilland Aircraft of New Zealand на початку 1950-х років. .[8]

 Туреччина
- ВПС Туреччини — 2 літаки з 1946 р. використовувалися Зв'язковою авіагрупою як VIP-транспорт.[7]

## Тактико-технічні характеристики
Технічні характеристики
- Екіпаж: 1
- Пасажиромісткість: 6 пасажирів
- Довжина: 10,77 м
- Розмах крила: 16,26 м
- Висота: 3,38 м
- Площа крила: 32,3 м²
- Маса пустого: 2749 кг
- Максимальна взлітна масса: 3750 кг
- Силова установка: 2 × дизельні Armstrong Siddeley Cheetah 10
- Потужність двигунів: 2 × 395 к.с

(2 × 182 кВт)
Льотні характеристики
- Максимальна швидкість: 306 км/год
- Крейсерська швидкість: 251 км/год
- Практична дальність: 1450 км
- Практична стеля: 5800 м
- Швидкопійомність: 6 м/с

## Аварії та катастрофи
(список не повний)
- 29 квітня 1947 — G-AIOZ (Milburnair Limited) розбився у Ботлі-Хілл, Лімпсфілд, не долетівши до аеродрому Кройдон, загинуло 2 людини.
- 11 лютого 1949 — орендований ООН у Air Enterprises літак G-AGVY (перший з перероблених), розбився поблизу Джеззіна, Ліван, 2 людини загинуло (пілот і радист).
- 15 червня 1950 року — біля UB340 (ВПС Бірманського Союзу) під час демонстраційного польоту під крилом вибухнула ракета, загинув начштаб авіації.
- 12 квітня 1951 року — TF-RPM (Flugferdir H/F) під час польоту з Кройдона до Ісландії розбився у Хоуден-Мур, Йоркшир, загинуло 3.
- 11 грудня 1951 — NZ1902 новозеландських ВПС врізався в гору Руапеху .
- 14 червня 1952 року — G-AHFT (Morton Air Services) через відмову двигуна впав у Ла-Манш, 6 людей загинуло.